# Victor Merz

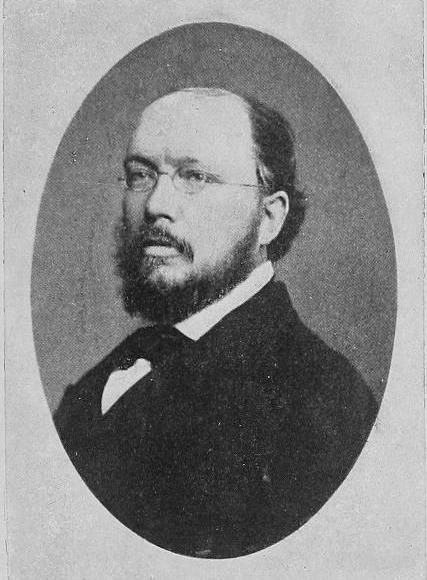
Viktor Merz

Victor Merz (* 13. Dezember 1839 in Odessa; † 25. Mai 1904 in Lausanne, häufig auch Viktor Merz) war ein Schweizer Chemiker und Hochschullehrer.

## Biografie
Victor Merz wurde als Sohn schweizerischer Eltern geboren. Er besuchte ab 1852 eine Industrieschule in Zürich und studierte von 1857 bis 1860 Chemie am Polytechnikum Zürich und an der Universität Zürich. In den Jahren 1861 und 1862 wechselte er nach München zu Justus von Liebig und wurde nach seiner Rückkehr 1864 bei Georg Städeler mit Untersuchungen über das Titan, Silicium und Boron promoviert. Seine Habilitation folgte 1866. Von 1870 bis 1893 hatte er einen Lehrstuhl für Chemie an der Universität Zürich inne. Merz forschte auf vielen Gebieten, unter anderem über die Chemie der Aromaten.